# Высоково (Шатурский район)
Высо́ково — деревня в Шатурском муниципальном районе Московской области, в составе сельского поселения Пышлицкое. Расположена в юго-восточной части Московской области в 3 км к западу от озера Дубового. Население — 19 чел. (2013). Деревня известна с 1628 года. Входит в культурно-историческую местность Ялмать.

## Название
В письменных источниках вплоть до начала XX века деревня упоминается как Высокая, в списке населенных мест Рязанской губернии 1905 года обозначена как Высокая, Высоково. В XX веке за деревней закрепилось название Высоково. Название происходит от расположения деревни на возвышенности или связано с некалендарным личным именем Высокой.

## Физико-географическая характеристика

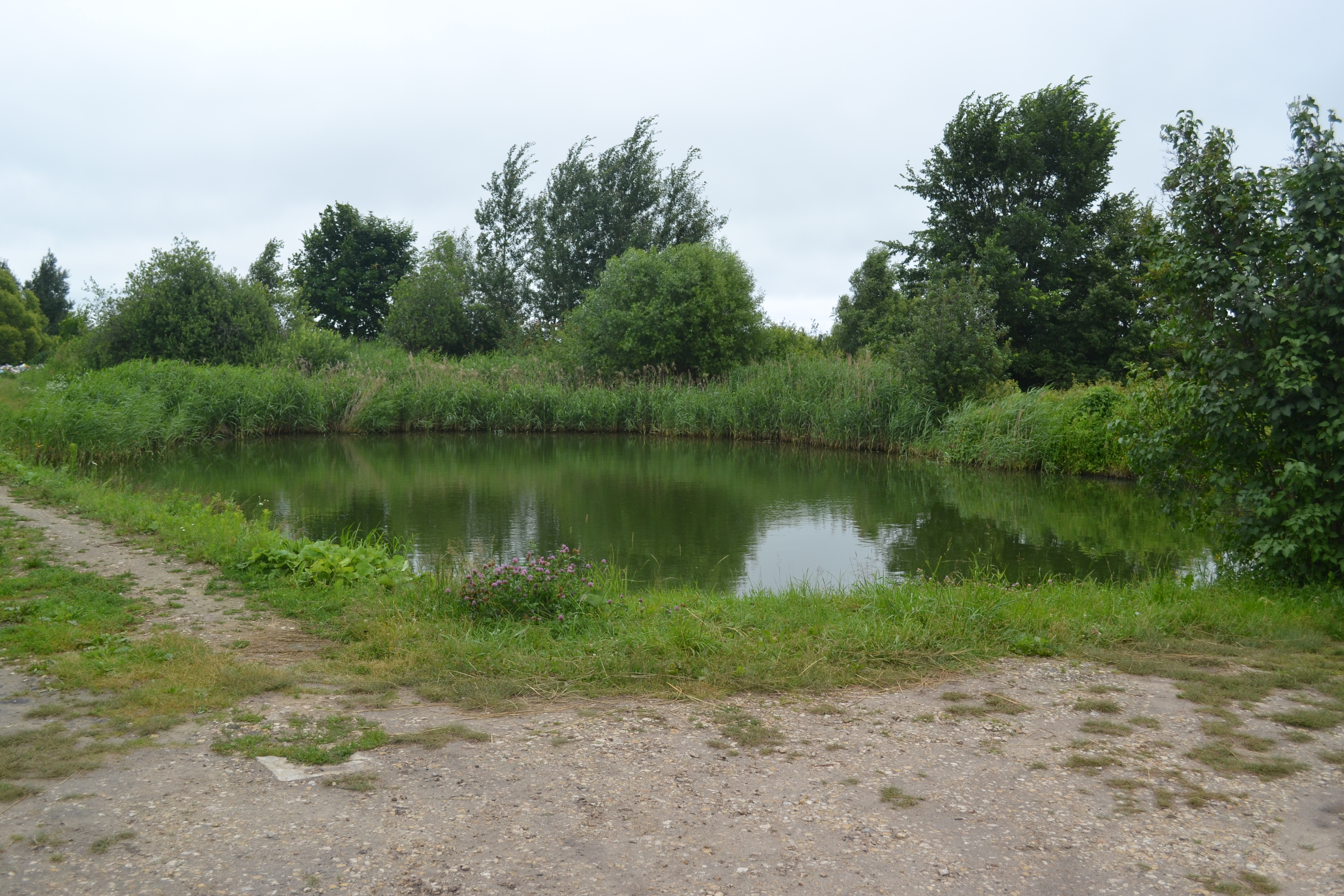
Пруд в деревне Высоково

Деревня расположена в пределах Мещёрской низменности, относящейся к Восточно-Европейской равнине, на высоте 122 метра над уровнем моря. Рельеф местности равнинный. Со всех сторон деревня, как и большинство соседних селений, окружена полями. В 3 км к востоку от деревни расположено озеро Дубовое.
По автомобильной дороге расстояние до МКАД составляет около 169 км, до районного центра, города Шатуры, — 64 км, до ближайшего города Спас-Клепики Рязанской области — 25 км, до границы с Рязанской областью — 9 км. Ближайший населённый пункт — деревня Высокорёво, расположенная в 500 м к югу от Высоково.
Деревня находится в зоне умеренно континентального климата с относительно холодной зимой и умеренно тёплым, а иногда и жарким, летом. В окрестностях деревни распространены торфяно-болотные и дерново-подзолистые почвы с преобладанием суглинков и глин.
В деревне, как и на всей территории Московской области, действует московское время.

## История

### С XVII века до 1861 года
В XVII веке деревня Высоково входила в Тереховскую кромину волости Муромское сельцо Владимирского уезда Замосковного края Московского царства. Деревня досталась братьям Фёдору и Василию Афанасьевичам Демьяновым в 7136 (1627/28) году. Прежним владельцем был Павел Лошаков. В писцовой книге Владимирского уезда 1637—1648 гг. Высоково описывается как деревня на суходоле с тремя дворами, при деревне имелись пахотные земли среднего качества и сенокосные угодья:

Деревня Высокая на суходоле, а в ней двор крестьянин Левка Фадеев да пасынок его Тимошка. Да бобылей двор Федка Иванов. Двор Гришка Иванов. Пашни паханые середние земли тридцать семь четвертей с осьминою, а доброю землею с наддачею тридцать четвертей в поле, а в дву по тому ж; сена около поль и по болоту пятьдесят копен
Поместья Фёдора и Василия Демьяновых унаследовали их дети Григорий Васильевич и Семён Фёдорович.

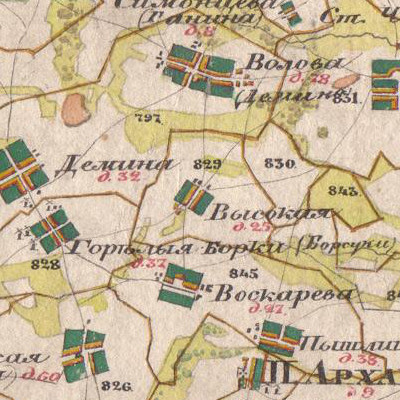
Деревня Высоково на карте 1850 года

В результате губернской реформы 1708 года деревня оказалась в составе Московской губернии. После образования в 1719 году провинций деревня вошла во Владимирскую провинцию, а с 1727 года — во вновь восстановленный Владимирский уезд.
В 1778 году образовано Рязанское наместничество (с 1796 года — губерния). Впоследствии вплоть до начала XX века Высоково входило в Егорьевский уезд Рязанской губернии.
В Экономических примечаниях к планам Генерального межевания, работа над которыми проводилась в 1771—1781 гг., деревня описана следующим образом:

Деревня Высокая Настасьи Лукиной дочери Дубасовой (6 дворов, 28 мужчин, 31 женщина). При безымянном озере. Земля иловатая, хлеб и покосы средственны, лес дровяной, крестьяне на пашне
В последней четверти XVIII века деревня принадлежала поручице Настасье Лукиничне Дубасовой, с 1797 года — секунд-майорше Александре Николаевне Щукиной. В 1812 году деревней владел Василий Новосельцев, с 1827 года — Александр Васильевич Новосельцев.
По данным X ревизии 1858 года, деревня принадлежала губернскому секретарю Василию Александровичу Новосильцеву и царевне Анастасии Григорьевне Грузинской, жене Элизбара Багратиони. По сведениям 1859 года Высокая — владельческая деревня 1-го стана Егорьевского уезда по левую сторону Касимовского тракта, при колодцах. На момент отмены крепостного права владелицей деревни была помещица Федорова.

### 1861—1917
После реформы 1861 года из крестьян деревни было образовано одно сельское общество, которое вошло в состав Архангельской волости.
Согласно Памятной книжке Рязанской губернии на 1868 год в деревне имелась ветряная мельница с одним поставом.
В 1885 году был собран статистический материал об экономическом положении селений и общин Егорьевского уезда. В деревне было общинное землевладение. Пашня и луга были поделены по тяглам, а усадьба — по ревизским душам. Переделы пашни и луга происходили каждые 9-10 лет. Из леса в общине был только кустарник, который ежегодно вырубали на дрова и изгородь, но его было мало, поэтому крестьянам приходилось покупать дрова. Надельная земля состояла из двух участков: пашня и усадьба находились вокруг деревни, а луга в 7-8 верстах по берегу реки Пры в Касимовском уезде. Дальние полосы отстояли от деревни на полверсты. Пашня была разделена на 92 участка. Длина душевых полос от 12 до 35 сажень, а ширина от 1 до 1,5 аршин. Некоторые крестьяне брали в аренду луга.
Почвы были суглинистые с примесью ила, местами песчаные, пашни — ровные и низменные. Луга заливные по берегу реки Пры, но болотистые. Прогоны были удобные, однако на луговой участок прогонов не было. В деревне был небольшой пруд и 12 колодцев, из которых только в трёх была хорошая вода, а в остальных кисловатая на вкус. В начале осени крестьяне продавали овёс скупщикам. Своего хлеба не хватало, поэтому его покупали в селе Спас-Клепиках. Сажали рожь, овёс, гречиху и картофель. У крестьян было 14 лошадей, 36 коров, 109 овец, 35 свиней, плодовых деревьев не было, пчёл не держали. Избы строили деревянные, крыли деревом и железом, топили по-белому.
Деревня входила в приход села Ялмонт. Ближайшая школа находилась в селе Архангельское. Главным местным промыслом было вязание сетей для рыбной ловли, которым занимались исключительно женщины. Почти все мужчины были плотниками. Из 32 мужчин, уходивших на заработки, было 30 плотников и 2 печника. Работали в Москве и Московской губернии, особенно много в Коломне.
По данным 1905 года основным отхожим промыслом в деревне оставалось плотничество. Ближайшее почтовое отделение и земская лечебница находились в селе Архангельском.

### 1917—1991
В 1919 году деревня Высоково в составе Архангельской волости была передана из Егорьевского уезда во вновь образованный Спас-Клепиковский район Рязанской губернии. В 1921 году Спас-Клепиковский район был преобразован в Спас-Клепиковский уезд, который в 1924 году был упразднён. После упразднения Спас-Клепиковского уезда деревня передана в Рязанский уезд Рязанской губернии. В 1925 году произошло укрупнение волостей, в результате которого деревня оказалась в укрупнённой Архангельской волости. В ходе реформы административно-территориального деления СССР в 1929 году деревня вошла в состав Дмитровского района Орехово-Зуевского округа Московской области. В 1930 году округа были упразднены, а Дмитровский район переименован в Коробовский.
В начале 30-х годов в деревне был организован колхоз им. 2-й пятилетки. Известные председатели колхоза: Саженов В. Д. (1934 год), Попков (1935 год), Меньшова (1939 год), Шадрин (1946—1948 гг.).
Дети из деревни Высоково посещали школы, расположенные в близлежащих населённых пунктах: начальную школу в Горелово и семилетнюю (позже — десятилетнюю) школу в селе Архангельское.
Во время Великой Отечественной войны в армию были призван 31 житель деревни. Из них 10 человек погибли и 7 пропали без вести. Два уроженца деревни были награждены боевыми орденами и медалями:
- Журавлёв Иван Фёдорович (1922 г.р.) — призван в 1941 году, служил в 510 полку 322 стрелковой дивизии, демобилизован в 1945 году в звании красноармейца, был награждён орденом Отечественной войны I степени, двумя медалями «За отвагу» и медалью «За победу над Германией»;
- Попков Николай Иванович (1921 г.р.) — призван в 1941 году, служил в 386 отдельном зенитном артиллерийском дивизионе 4 дивизии ПВО, демобилизован в 1946 году в звании старшего лейтенанта, был награждён орденом Отечественной войны II степени, медалями «За отвагу» и «За победу над Германией»[30].

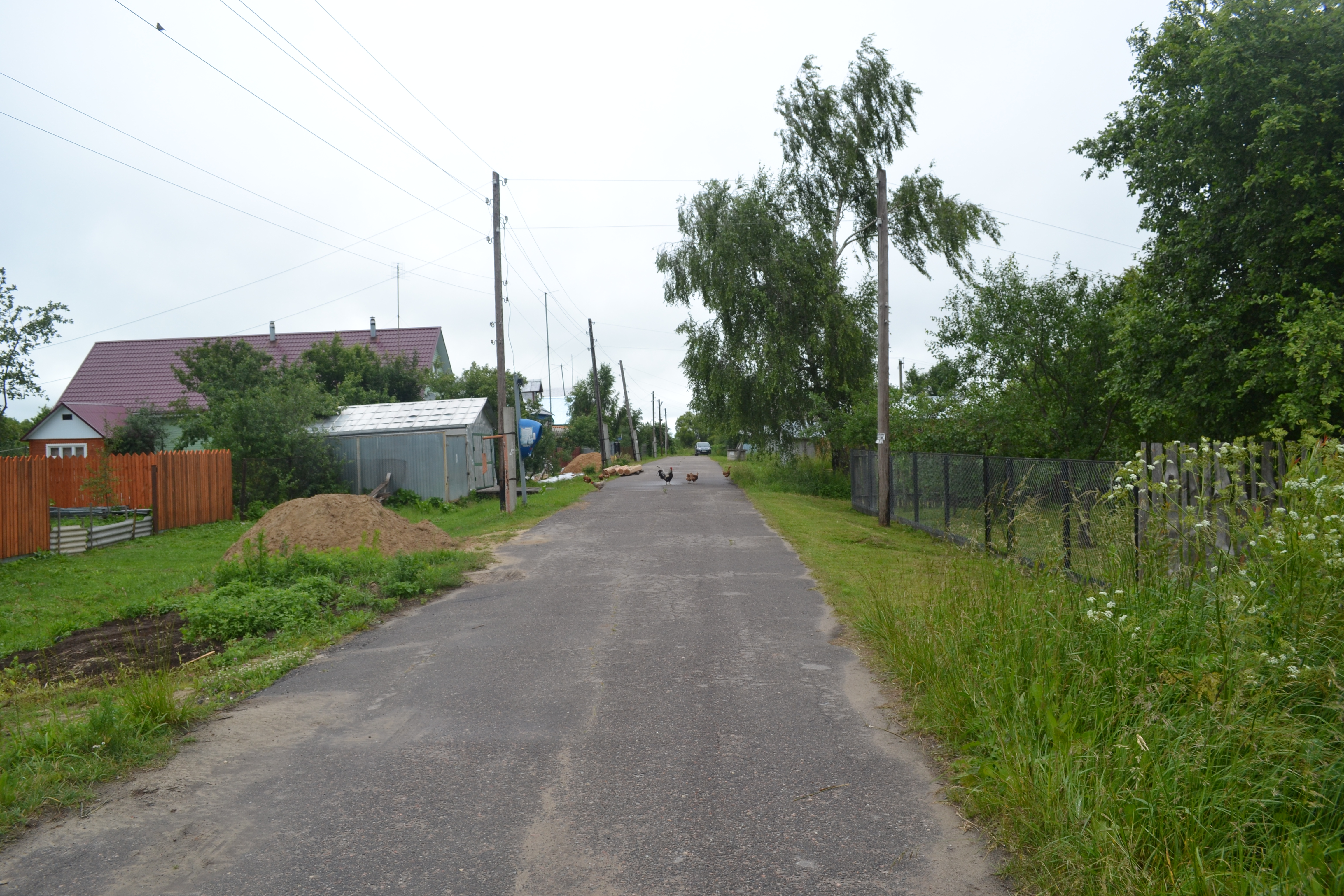
Улица в деревне

В 1951 году было произведено укрупнение колхозов, в результате которого деревня Высоково вошла в колхоз «За высокий урожай», впоследствии в ходе второго укрупнения в 1958 году деревня вошла в колхоз «40 лет Октября».
До 1954 года деревня входила в Гореловский сельсовет, а после его упразднения была передана в Пышлицкий сельсовет.
3 июня 1959 года Коробовский район был упразднён, Пышлицкий сельсовет передан Шатурскому району.
В 1960 году был создан совхоз «Пышлицкий», в который вошли все соседние деревни, в том числе Высоково.
С конца 1962 года по начало 1965 года Высоково входило в Егорьевский укрупнённый сельский район, созданный в ходе неудавшейся реформы административно-территориального деления, после чего деревня в составе Пышлицкого сельсовета вновь передана в Шатурский район.

### С 1991 года
В 1994 году в соответствии с новым положением о местном самоуправлении в Московской области Пышлицкий сельсовет был преобразован в Пышлицкий сельский округ. В 2005 году образовано Пышлицкое сельское поселение, в которое вошла деревня Высоково.

## Население
| 1790 | 1812 | 1858 | 1859 | 1868 | 1885 | 1905 | 1970 | 1993 | 2002 | 2006 | 2010 | 2011 | 2013 |
| ---- | ---- | ---- | ---- | ---- | ---- | ---- | ---- | ---- | ---- | ---- | ---- | ---- | ---- |
| 59   | ↗120 | ↗137 | ↘133 | ↗136 | ↘130 | ↗141 | ↘60  | ↘14  | ↘9   | ↘7   | →7   | ↗13  | ↗19  |

Первые сведения о жителях деревни встречаются в писцовой книге Владимирского уезда 1637—1648 гг., в которой учитывалось только податное мужское население (крестьяне и бобыли). В деревне Высокая было три двора: один крестьянский двор, в котором проживало 2 мужчины, и два бобыльских двора с 2 бобылями.
В переписях за 1790, 1812, 1858 (X ревизия), 1859 и 1868 годы учитывались только крестьяне. Число дворов и жителей: в 1790 году — 6 дворов, 28 муж., 31 жен.; в 1812—120 чел.; в 1850 году — 25 дворов; в 1858 году — 59 муж., 78 жен.; в 1859 году — 28 дворов, 59 муж., 74 жен.; в 1868 году — 29 дворов, 67 муж., 69 жен.
В 1885 году был сделан более широкий статистический обзор. В деревне проживало 125 крестьян (28 дворов, 57 муж., 68 жен.), из 33 домохозяев пятеро не имели своего двора. Кроме того, в деревне проживала 1 семья егорьевских мещан, не приписанная к крестьянскому обществу (1 мужчина и 4 женщины, своего двора не имели). На 1885 год грамотность среди крестьян деревни составляла почти 20 % (24 человека из 125).
В 1905 году в деревне проживал 141 человек (23 двора, 64 муж., 77 жен.). Со второй половины XX века численность жителей деревни постепенно уменьшалась: в 1970 году — 24 двора, 60 чел.; в 1993 году — 14 чел.; в 2002 году — 9 чел. (3 муж., 6 жен.).
По результатам переписи населения 2010 года в деревне проживало 7 человек (2 муж., 5 жен.), из которых трудоспособного возраста — 3 человека, старше трудоспособного — 4 человека.
Жители деревни по национальности русские (по переписи 2002 года — 100 %).
Деревня входила в область распространения Лекинского говора, описанного академиком А. А. Шахматовым в 1914 году.

## Социальная инфраструктура
Ближайшие предприятия торговли, дом культуры, библиотека и операционная касса «Сбербанка России» расположены в селе Пышлицы. Медицинское обслуживание жителей деревни обеспечивают Пышлицкая амбулатория, Коробовская участковая больница и Шатурская центральная районная больница. Ближайшее отделение скорой медицинской помощи расположено в Дмитровском Погосте. Высоково закреплено за Пышлицкой средней общеобразовательной школой, однако детей школьного возраста в деревне нет.
Пожарную безопасность в деревне обеспечивают пожарные части № 275 (пожарные посты в селе Дмитровский Погост и деревне Евлево) и № 295 (пожарные посты в посёлке санатория «Озеро Белое» и селе Пышлицы).
Деревня электрифицирована, но не газифицирована. Центральное водоснабжение отсутствует, потребность в пресной воде обеспечивается общественными и частными колодцами.

## Транспорт и связь
В 1 км к юго-западу от деревни проходит асфальтированная автомобильная дорога общего пользования Дубасово-Сычи-Пышлицы, на которой имеется остановочный пункт маршрутных автобусов «Высокорево». От остановки «Высокорево» ходят автобусы до села Дмитровский Погост и деревни Гришакино (маршрут № 40), а также до города Москвы (маршрут № 327, «Перхурово — Москва (м. Выхино)»). Ближайшая железнодорожная станция Кривандино Казанского направления находится в 53 км по автомобильной дороге. Прямые автобусные маршруты до районного центра, города Шатуры, и станции Кривандино отсутствуют.
В деревне доступна сотовая связь (2G и 3G), обеспечиваемая операторами «Билайн», «МегаФон» и «МТС». В деревни установлен таксофон. Ближайшее отделение почтовой связи, обслуживающее жителей деревни, находится в селе Пышлицы.

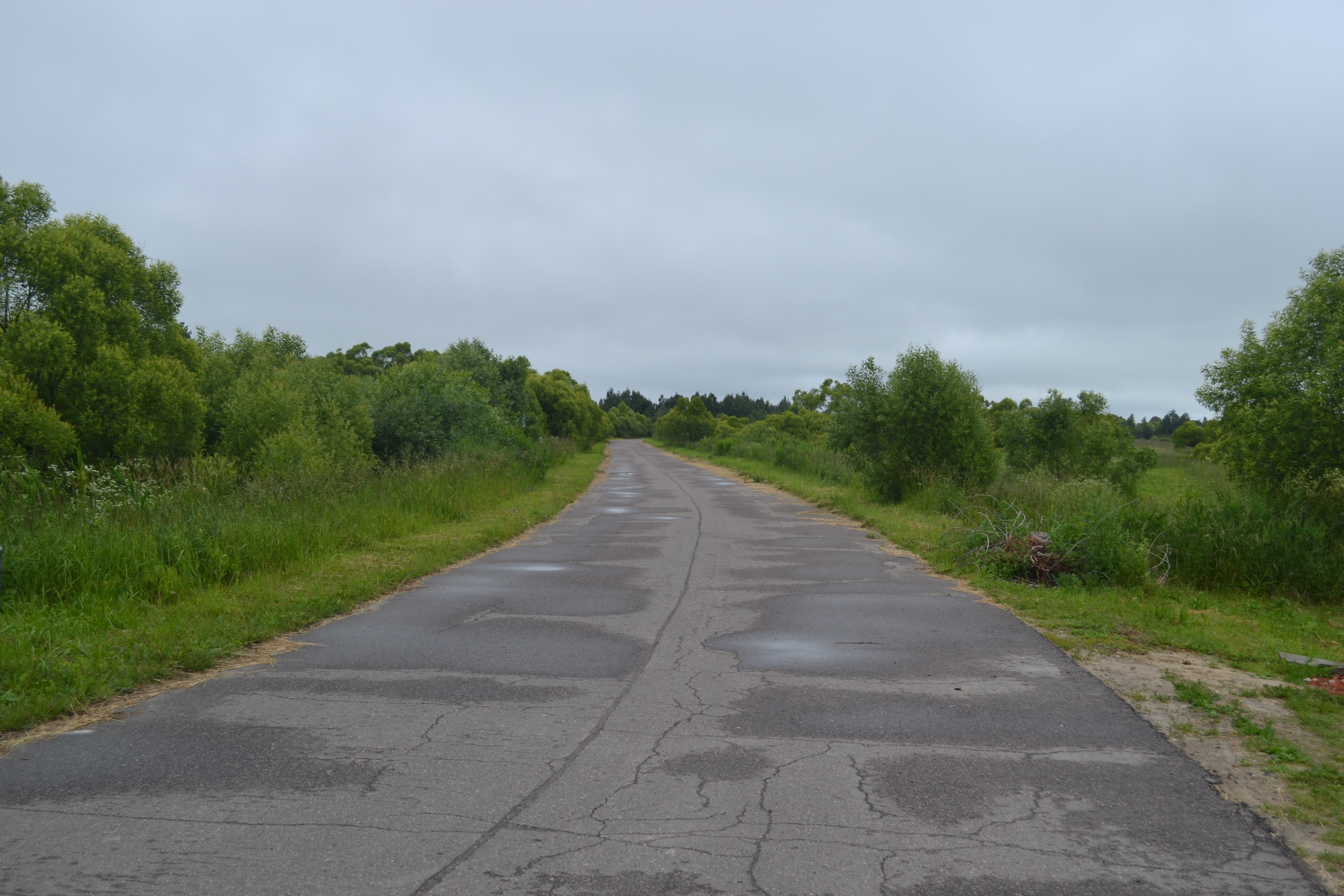
Дорога на Высоково
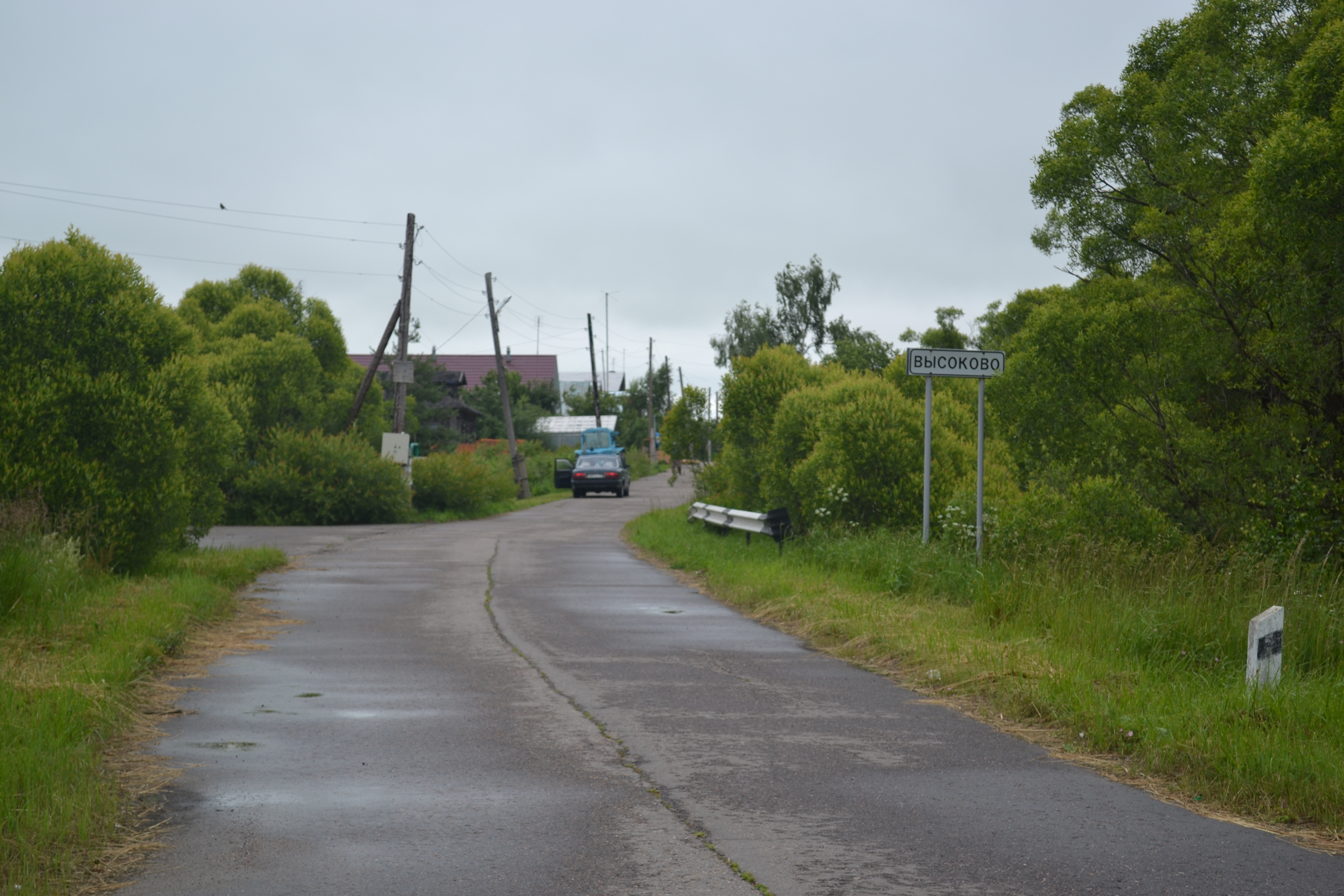
Въезд в деревню